# Kim Tche-hi
Kim Tche-hi (korejsky 김태희, anglický přepis: Kim Tae-hee; * 29. března 1980 Ulsan) je jihokorejská herečka. Vzhledem k tomu, že je jednou z nejkrásnějších jihokorejských žen, je nejznámější pro své role v korejských dramatech, jako jsou Stairway to Heaven (2003), Love Story in Harvard (2004), Iris (2009), My Princess (2011), Yong-pal (2015) a Hi Bye, Mama! (2020).

## Filmografie

### Filmy
- Last Present (2001)
- Living in New Town (2002)
- The Restless (2006)
- Venus and Mars (2007)
- Grand Prix (2010)
- Iris: The Movie (2010)

### Televizní seriály
- Stairway to Heaven (2003)
- Love Story in Harvard (2004)
- Iris (2009)
- My Princess (2011)
- Yong-pal (2015)
- Hi Bye, Mama! (2020)